# 白忠
白忠（1436年—？），字舜臣，湖廣岳州府華容縣人，民籍，明朝政治人物。

## 生平
早年出身國子生，湖廣鄉試第三十八名。成化十一年（1475年）乙未科進士。官溧陽縣知縣。

## 家族
曾祖白仲良。祖父白整，知縣。父白胤先。